# Assedio di Nicea (1077)
L'assedio di Nicea fu combattuto nel 1077 tra Bizantini e Turchi selgiuchidi, grazie a questo assedio il sultanato di Iconio riuscì ad impadronirsi di Nicea.

## Antefatto
Dopo la battaglia di Manzicerta del 1071, i Selgiuchidi avevano inizialmente offerto all'Impero bizantino sotto Romano IV Diogene indulgenti termini di pace. Tuttavia, Romano IV fu deposto e i termini di pace da Romano contrattati furono revocati dal nuovo imperatore bizantino, Michele VII Ducas. Un altro esercito bizantino, fu inviato contro i Selgiuchidi, ma venne sconfitto nel 1073. L'impero bizantino non poté riorganizzarsi, visto che molte rivolte scoppiarono nell'impero, non consentendo così ai bizantini di costruire un buon esercito per poter contrastare l'invasione dei Selgiuchidi. Nel 1078 successe a Michele VII, Niceforo III Botaniate, anche il nuovo imperatore non riusciva a invertire il corso degli avvenimenti in Asia Minore, ed ogni giorno che passava i Bizantini perdevano territorio. Il comando degli eserciti bizantini fu affidato ad Alessio Comneno, che era già stato impegnato a reprimere varie ribellioni in Tracia, in Epiro e in Asia Minore. Oltre ad esserci l'avanzata dei Selgiuchidi, i contadini che vivevano nei territori non ancora conquistati, fuggirono, rovinando così il sistema difensivo dell'Impero bizantino, quello delle themata.

## L'assedio di Nicea
La città di Nicea, era uno dei maggiori centri di forza dei Bizantini, quindi non fu semplice per i Selgiuchidi conquistare questa città. Tra il 1077 e il 1078, la città di Nicea fu molte volte conquistata e riconquistata tra i due contendenti, finché nel 1078 i selgiuchidi riuscirono ad imporre il loro dominio anche su questa città. La città fu presa dai Selgiuchidi, grazie alla guerra civile che si stava svolgendo dentro l'Impero bizantino.

## Conseguenze

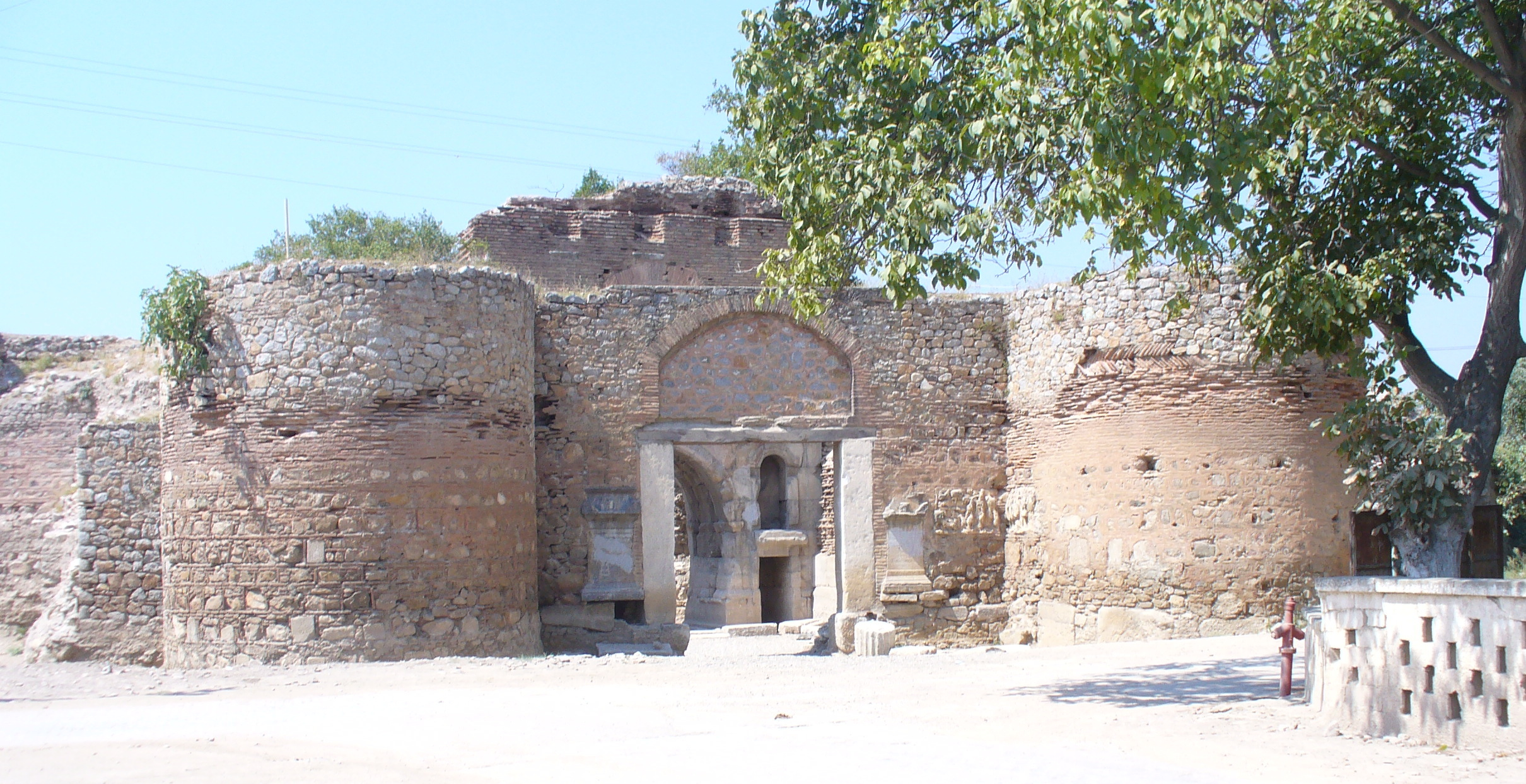
Una porta militare delle mura di Nicea.

La caduta di Nicea, fu un colpo amaro per i Bizantini, solo una volta prima d'allora Nicea era stata in mano straniera, nel VII secolo, quando fu conquistata per un breve periodo dai Persiani. Tuttavia, anche se i Selgiuchidi avevano diminuito le loro truppe contro i Bizantini, visto che avevano più interesse nel conquistare il Levante e la Siria, ma sfortunatamente per i bizantini, nei loro confini occidentali furono attaccati dai Normanni. Niceforo III nel 1078, fu in grado di marciare da Nicea a Costantinopoli con l'aiuto dei Selgiuchidi, per così impadronirsi della corona imperiale dei basileis e così deporre l'imperatore Michele VII. Tuttavia, il sacrificio di Nicea venne quindi fatto, perché Niceforo III potesse diventare imperatore. Nel 1081 fortunatamente per l'impero bizantino, Niceforo III fu spodestato, al suo posto salì al trono Alessio I Comneno, egli cominciò subito a riconquistare alcuni dei territori perduti dall'impero, fino a riconquistare anche Nicea nel 1097.